# Maxie Wander
Maxie Wander (geborene Elfriede Brunner; * 3. Jänner 1933 in Wien; † 21. November 1977 in Kleinmachnow bei Berlin) war eine österreichische Autorin in der DDR. Ihr Porträtband Guten Morgen, du Schöne wurde eines der erfolgreichsten Bücher in der DDR.

## Leben

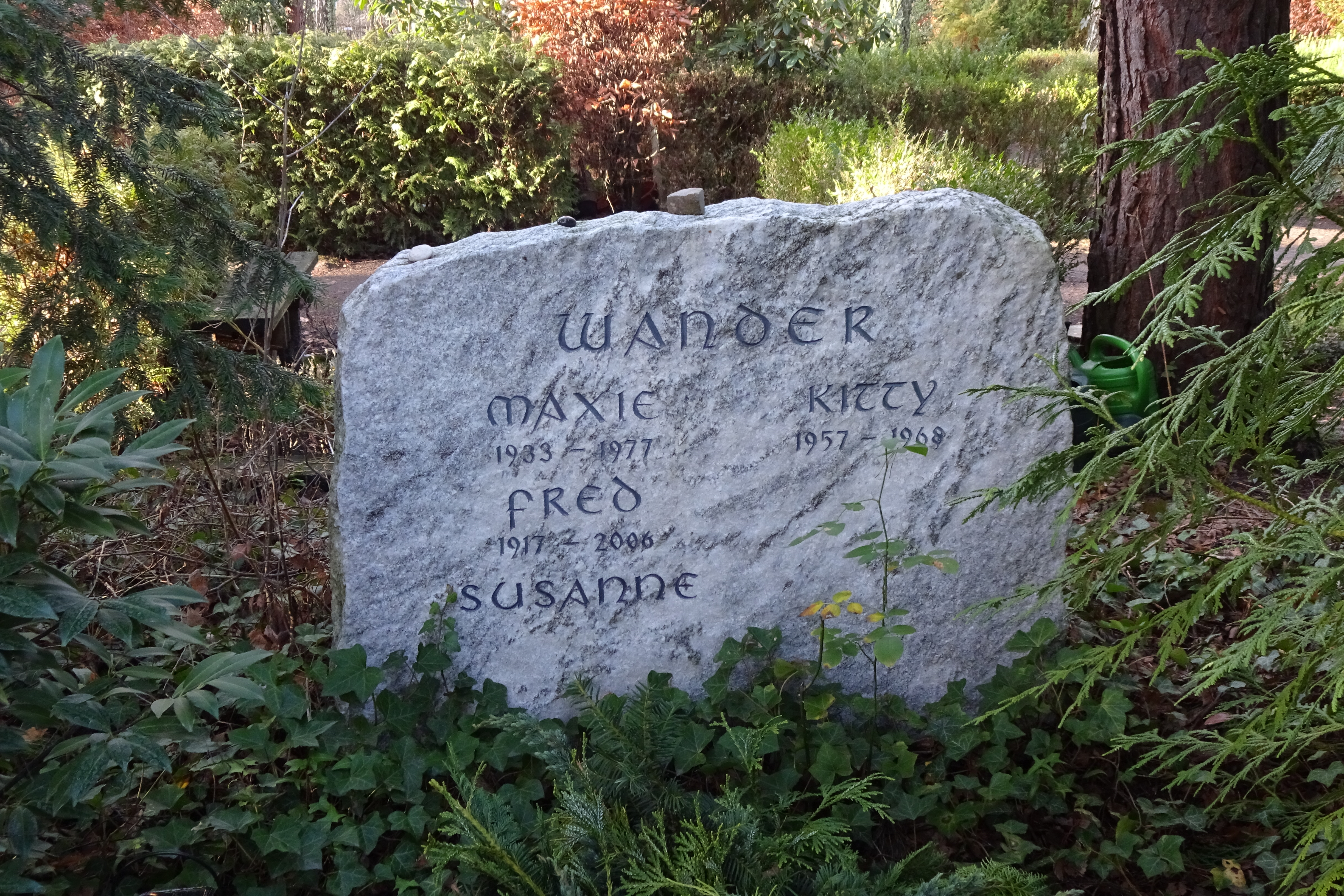
Grabstein auf dem Waldfriedhof Kleinmachnow

Elfriede wurde als Tochter des kommunistischen Tankwarts Alois Brunner und dessen Ehefrau Käthe im Wiener Arbeiterbezirk Hernals, dem 17. Bezirk, geboren. Sie verließ die Schule vor der Matura (Abitur) mit 17 Jahren. Ohne Berufsausbildung verdiente sie ihren Lebensunterhalt zunächst als Sekretärin, Fotografin und mit weiteren Tätigkeiten.
1956 heiratete sie den jüdischen kommunistischen Schriftsteller Fred Wander in Wien. 1957 wurde die Tochter Kitty geboren. 1958 zog die Familie nach Kleinmachnow bei Potsdam in die DDR, direkt an der Grenze. 1963 adoptierten sie Robert (Berti), 1966 wurde der Sohn Daniel geboren. 1968 stürzte die Tochter Kitty in einen nicht abgedeckten Kabelgraben und starb. Dieses hinterließ bei beiden Eltern traumatische Eindrücke, von denen sie sich nie wieder erholten.
Im Jahr 1976 erkrankte sie an Krebs und starb im darauffolgenden Jahr. Das Grab von Maxie und Fred Wander befindet sich auf dem Waldfriedhof Kleinmachnow.

## Werk

### Übersicht
Ihr bedeutendstes Werk war Guten Morgen, du Schöne. Protokolle nach Tonband von 1977. Darin ließ sie Frauen unterschiedlicher sozialer Herkunft und Alters über ihre Alltagserfahrungen, Befindlichkeit und Wünsche sprechen. Maxie Wander veränderte diese Selbstauskünfte dann in literarische Monologe. Das Vorwort für die späteren Ausgaben schrieb Christa Wolf. Das Buch war in der DDR, aber auch in Westdeutschland äußerst erfolgreich und erfuhr mehrere Neuauflagen, Übersetzungen, etwa 600 Theaterinszenierungen und mehrere episodische Verfilmungen.
Maxie Wander schuf  mit ihrer Art der verdichteten Interviewliteratur ein eigenes Genre, nach dessen Vorbild  in der DDR weitere Porträtbücher entstanden. Danach begann sie Interviews mit Männern und Kindern zu sammeln, die jedoch nur noch in kurzen Auszügen veröffentlicht werden konnten.
Außerdem verfasste sie mehrere Erzählungen, ein Drehbuch und zwei Reisereportagen mit ihrem Mann Fred Wander.

### Einzelne Werke
Bücher
mit Fred Wander
- Doppeltes Antlitz. Pariser Impressionen, Verlag Volk und Welt, Berlin 1966
- Provenzalische Reise, Brockhaus, Leipzig 1978

als Autorin und Bearbeiterin
- Guten Morgen, du Schöne. Protokolle nach Tonband. Buchverlag Der Morgen, Berlin 1977,
  - Guten Morgen, du Schöne. Frauen in der DDR, Luchterhand, Frankfurt am Main, 1978, gekürzte Westausgabe mit Vorwort von Christa Wolf
  - mehrere Neuauflagen  und mindestens zehn Übersetzungen
- Tagebücher und Briefe. Herausgegeben von Fred Wander. Buchverlag Der Morgen, Berlin 1979.
  - Leben wär' eine prima Alternative. Tagebuchaufzeichnungen und Briefe. Herausgegeben von Fred Wander. Luchterhand, Darmstadt und Neuwied 1980. Westdeutsche Ausgabe; dann dtv, München 1994, ISBN 3-423-11877-6.
  - Übersetzungen ins Niederländische (1981), Schwedische, Bulgarische, Tschechische, Ungarische, Dänische und Italienische (1987).
  - Ein Leben ist nicht genug. Tagebuchaufzeichnungen und Briefe. Herausgegeben und mit einem Vorwort versehen von Fred Wander. Luchterhand, Frankfurt am Main 1990. dtv, München 1996. Suhrkamp Taschenbuch, Frankfurt am Main 2007, ISBN 978-3-518-45963-8, leicht veränderte Ausgabe

in Zeitschriften und Anthologien
- Martine. Erzählung, in: Das Magazin, 6, 1968, S. 31–33
- Maxie Wander, Fred Wander, in Was zählt, ist die Wahrheit. Briefe von Schriftstellern in der DDR. Luchterhand, Darmstadt und Neuwied 1975
- Frank, die Dialektik und das gewöhnliche Meerschwein. Ein Versuch aus den Kinderprotokollen, in Stefan Heym: Auskunft 2. Autoren Edition, München 1978, S. 299–309, Auszüge aus ihren Interviews mit Kindern
- Lob des Knoblauchs, in Das Magazin, 7, 1978, S. 24–30, mit Fred Wander
- Erwachen. Erzählung, in Das Magazin, 8, 1978, S. 6–8
- Fannie. Erzählung, in Das Magazin, 11, 1978, S. 28–30
- Sonntag im Bois-Vincennes. Erzählung, in Das Magazin, 3, 1979, S. 6–8
- Eine Straßenbahn namens Emma, in Der Räuber schwingt das Buttermesser. Jahrbuch für Kinder Kinderbuchverlag, Berlin 1980

Drehbuch
- Eine Stadt wird geboren wie ein Kind, Regie Günter Jordan, 1976 Hoyerswerda.

## Zitate

### Von Maxie Wander
Maxie Wander charakterisierte sich 1972

„Eine neununddreißigjährige Wienerin (bin ich die wirklich noch, bin ich nicht 
schon eine Deutsche geworden?), die ihre große Liebe gefunden und geheiratet 
hat, einen schwer vorbelasteten, sechzehn Jahre älteren, gut aussehenden, 
liebesfähigen, schwermütigen, feinfühlenden, zu Depressionen neigenden 
jüdischen Mann. Sie hat zwei Kinder geboren, eines wieder verloren, hat niemals 
einen Beruf erlernt, einige aber ausgeübt, sie hat ein Kind aus einem Heim zu sich 
genommen, hat ihre Heimat verlassen und sie erst danach, viel später, als Heimat begriffen. (...)  Sie hat mit einem Schlag das Altern begriffen, das andere 
Leute vielleicht als Prozeß erleben, der nichts Erschreckendes hat, sie mußte 
begreifen lernen, wie wenig sie sich vorbereiten konnte, allein vertrauend auf 
ihren hübschen, noch immer jugendlichen Körper. Was nun?“

Später notierte sie

„Das wirkliche Leben, sagt mir eine Stimme, das ist jetzt und jetzt, nimm es in Empfang, wie es sich darbietet, auch mit Schmerzen, mit Angst und gleichzeitig mit allen Entzückungen, die man sich nur denken kann!“

An Christa Wolf schrieb sie kurz vor ihrem Tod

„Ja, Christa, das ist es schon gewesen, unser einmaliges Leben, viel mehr und Besseres ist wohl nicht zu erwarten, aber wir wollen nicht hochmütig sein und neugierig bleiben auf die wunderbaren kleinen Dinge, die die wahrhaft großen sind! Auf Bäume, die wieder grün werden und wachsen, auf Wolken und Musik, auf unsere Kinder…“

## Gedenken
In Kleinmachnow, Berlin-Hellersdorf, Dresden, Potsdam und Rostock erinnert eine Maxie-Wander-Straße bzw. ein Maxie-Wander-Ring an sie. In Wien wurde 2018 eine Straße im 22. Bezirk in der Seestadt Aspern nach ihr benannt.
In ihren Wohnhäusern in Kleinmachnow-Wolfswerder und in der Ernst-Thälmann-Straße 22 gibt es bisher keine Gedenktafel.
Ein Teil ihres Nachlasses befindet sich im Archiv der Akademie der Künste in Berlin.

## Biografie
Der Versuch einer Biographie über Maxie Wander von Sabine Zurmühl Das Leben, dieser Augenblick von 2001 wurde von verschiedenen Personen heftig kritisiert. „Fred Wander erkennt sich und Maxie darin nicht wieder. Er bereut es, sein Einverständnis für die Biographie gegeben zu haben. Die Autorin habe nie mit ihm über seine Ehe gesprochen, was könne sie also davon wissen? Auch ihr Manuskript habe sie ihm nicht gezeigt, obwohl es so vereinbart gewesen sei. Er habe ihr vertraut - verfluchte Naivität.“ Fred Wander hatte ihr unveröffentlichte Tagebücher überlassen, die sie verkürzt zitiert habe: „Das Ergebnis ist für Fred Wander ein voyeuristischer Blick durchs Schlüsselloch. Aus dieser Perspektive, sagt er und zitiert damit Heinrich Böll, könne man den Menschen nur in seiner Gebrechlichkeit sehen, nicht als vielfältiges, schwieriges Leben.“ Er ging gegen einige Behauptungen juristisch vor und erreichte, dass Textpassagen in der zweiten Ausgabe geschwärzt wurden. Der Literaturkritiker Jörg Magenau unterstützte ihn in diesen Ansichten und äußerte ebenfalls eine grundsätzliche Kritik über die mangelnde Qualität dieser Biographie.
Die Literaturprofessorin Birgit Dahlke kritisierte Der Biographin Sabine Zurmühl ist vor lauter Anverwandlung die Distanz zu der geschätzten Autorin soweit verlorengegangen, dass sie meint, selbst im »Maxie-Sound« schreiben zu dürfen. Sie imitiert, was sie für Wiener Kindersprache hält (»I hab wem ´troffen«), »Hockerl«, »Spoteln«, »Grammelpogatscherln« sollen »Milljöh« zeichnen und sind doch nur kitschig. Immer wieder versäumt die Biographin, zwischen dokumentarisch abgestützten Informationen und ihrer eigenen Fiktionalisierung zu unterscheiden und diese Differenz für ihre LeserInnen kenntlich zu machen: Sie gibt Dialoge zwischen Mutter und Tochter wieder, die sie nicht kennen kann, flicht pseudowörtliche Rede ein, spricht in scheinfamiliärer Intimität stets von »Fritzi-Maxie«, »dem Fred« oder »der Tant´«. (...)
Die Rezensentin Birgit Dahlke bemängelte auch ein fehlendes Verständnis von Sabine Zurmühl für die literarische Bedeutung des Werks von Maxie Wander.  Leider interessiert sich die Biographin auch nicht für ästhetische Fragen. (...)
Ihr Fazit über diese Biographie lautet:
 Sie ist damit gründlich gescheitert. Den Respekt, welchen Wander den von ihr porträtierten Frauen entgegenbrachte, vermisst man bei ihrer Biographin ebenso wie deren Selbstironie.
Die Literaturwissenschaftlerin Doreen Mildner hält diese Biographie für wissenschaftliche Zwecke für nicht zu gebrauchen. Die Germanistin Anke Heimberg bewertet sie dagegen für sehr gelungen und informativ.